# Darci Piana
Darci Piana (Carazinho, 24 de dezembro de 1941) é um economista, empresário e político brasileiro, filiado ao Partido Social Democrático (PSD). Nas eleições de 2018, foi eleito vice-governador do Paraná, na chapa encabeçada por Ratinho Júnior, e reeleito em 2022. É presidente licenciado da Fecomercio-PR.

## Biografia
Filho de Angelo Piana e de Augusta Barzotto Piana, ambos de famílias italianas de Bérgamo, nasceu no Rio Grande do Sul e veio ainda jovem para o Paraná. Economista formado pela Faculdade de Ciências Econômicas da Pontifícia Universidade Católica do Paraná (PUCPR) e Contador pela Faculdade de Ciências Econômicas e Administração da Universidade Federal do Paraná (UFPR). É casado com Maria José Piana.
Foi presidente do Sindicato do Comércio Varejista de Veículos, Peças e Acessórios no Estado do Paraná (Sincopeças); fundador e primeiro presidente da SINCOCRED – Cooperativa de Crédito do Sincopeças/PR; e, em 2007, presidente do Conselho do Paranacidade. Exerceu a superintendência regional da Companhia de Financiamento da Produção no Paraná, entre 1985 e 1987. Foi também, presidente do Conselho Deliberativo do Sebrae/PR.
Atualmente, é presidente licenciado do Sistema Fecomercio, Sesc, Senac Paraná. No esporte, foi presidente do Paraná Clube, de 1992 a 1993.
Em 25 de março de 2013, no auditório da Fecomércio Paraná, foi empossado na Academia Paranaense de Letras, ocupando a cadeira de número 29, preenchendo a vaga da escritora Leonilda Hilgenberg Justus. A cadeira número 29 tem como patrono Leônidas Fernandes de Barros.

## Carreira política
Disputou sua primeira eleição em 2018, concorrendo à vice-governadoria na coligação de Ratinho Júnior, pela qual ambos foram eleitos, em primeiro turno, com 59,99% dos votos válidos. Foi reeleito vice-governador nas eleições de 2022, na chapa encabeçada pelo então governador Ratinho Júnior, pelo PSD no primeiro turno, com 69,64% dos votos válidos.

## Prêmios e honrarias
É Cidadão Honorário do Estado do Paraná e também dos seguintes municípios: Curitiba, São José dos Pinhais, Palmas, Matinhos, Ivaiporã, Cornélio Procópio, Jacarezinho, Paranaguá, Marechal Cândido Rondon, Medianeira, Pato Branco, Campo Mourão, Apucarana, Maringá, Francisco Beltrão e União da Vitória.
Recebeu ainda dezenas de outras homenagens no Paraná e no Brasil, como a Medalha Pacificador da ONU Sérgio Vieira de Mello, concedida pelo Parlamento Mundial para Segurança e Paz e a Medalha do Pacificador Duque de Caxias, conferida pelo Exército Brasileiro. Recebeu o prêmio de “Honra ao Mérito”, pelo consulado francês, pelo estreitamento de relações entre o Brasil e a França e recebeu também a Honra ao Mérito da Associação Giuseppe Garibaldi.

## Obras publicadas
- PIANA, Darci. Nos Passos do Comércio. 2012.[2]
- PIANA, Darci. Asas do Comércio. 2016.[2]